# Glendale (Kalifornia)
Glendale város az USA Kalifornia államában. Lakosainak száma 196 543 fő (2020. április 1.).

## Népesség
A település népességének változása:
| Lakosok száma | 2746 | 191 719 | 196 543 |
|               | 1910 | 2010    | 2020    |